# Mesolimnophila lutea
Mesolimnophila lutea är en tvåvingeart som först beskrevs av Philippi 1866.  Mesolimnophila lutea ingår i släktet Mesolimnophila och familjen småharkrankar. Inga underarter finns listade i Catalogue of Life.